# Sosípatre d'Iconi
Sosípatre d'Iconi és un dels anomenats setanta deixebles pels primers cristians. Sembla que era un parent de Pau de Tars, qui el va introduir en religió i li va donar el càrrec de bisbe d'Iconi. Va viatjar a Corfú, on va convertir nombrosos ciutadans, entre ells la princesa local (qui va resistir per miracle en una presó plena de flames), fet que va forçar el rei a la conversió després de martiritzar els predicadors. Se'l considera un sant.